# Gloriosa ensenya de l'Oriol

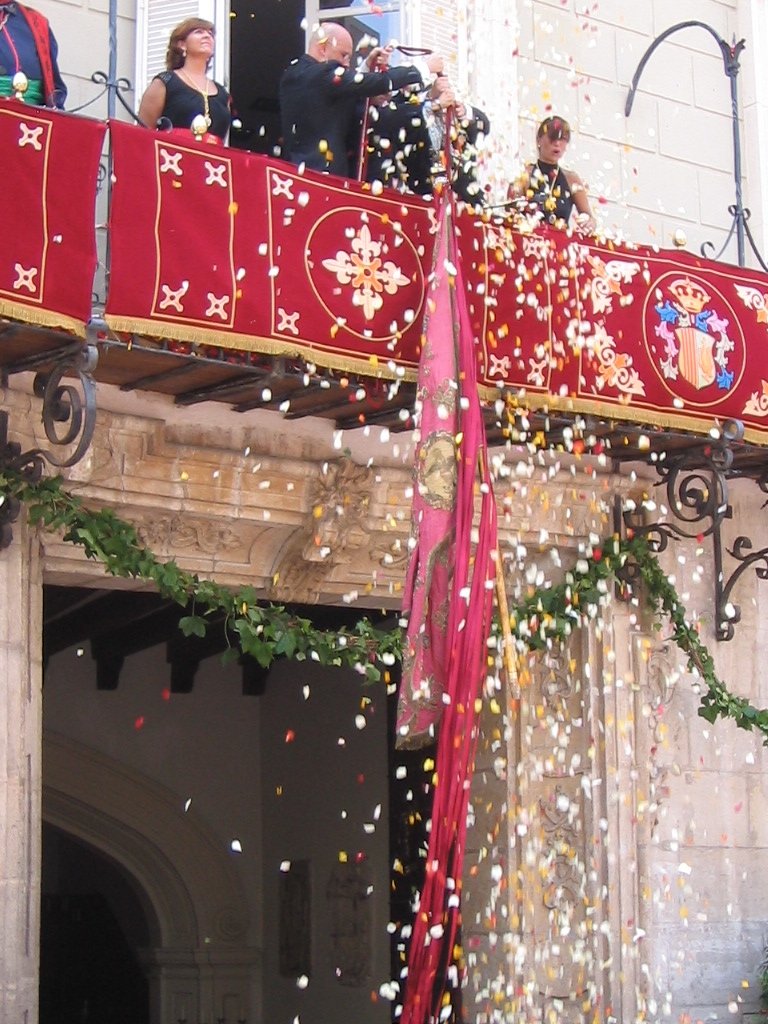
Pujada de l'estendard pel balcó de l'ajuntament per a evitar que s'incline.

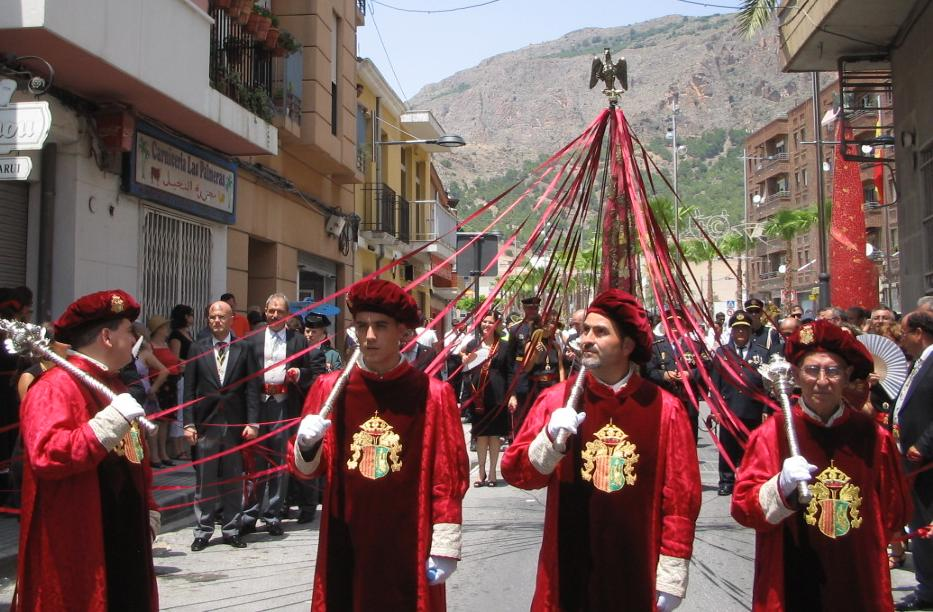
La senyera oriolana duta pel síndic i acompanyada per les autoritats municipals.

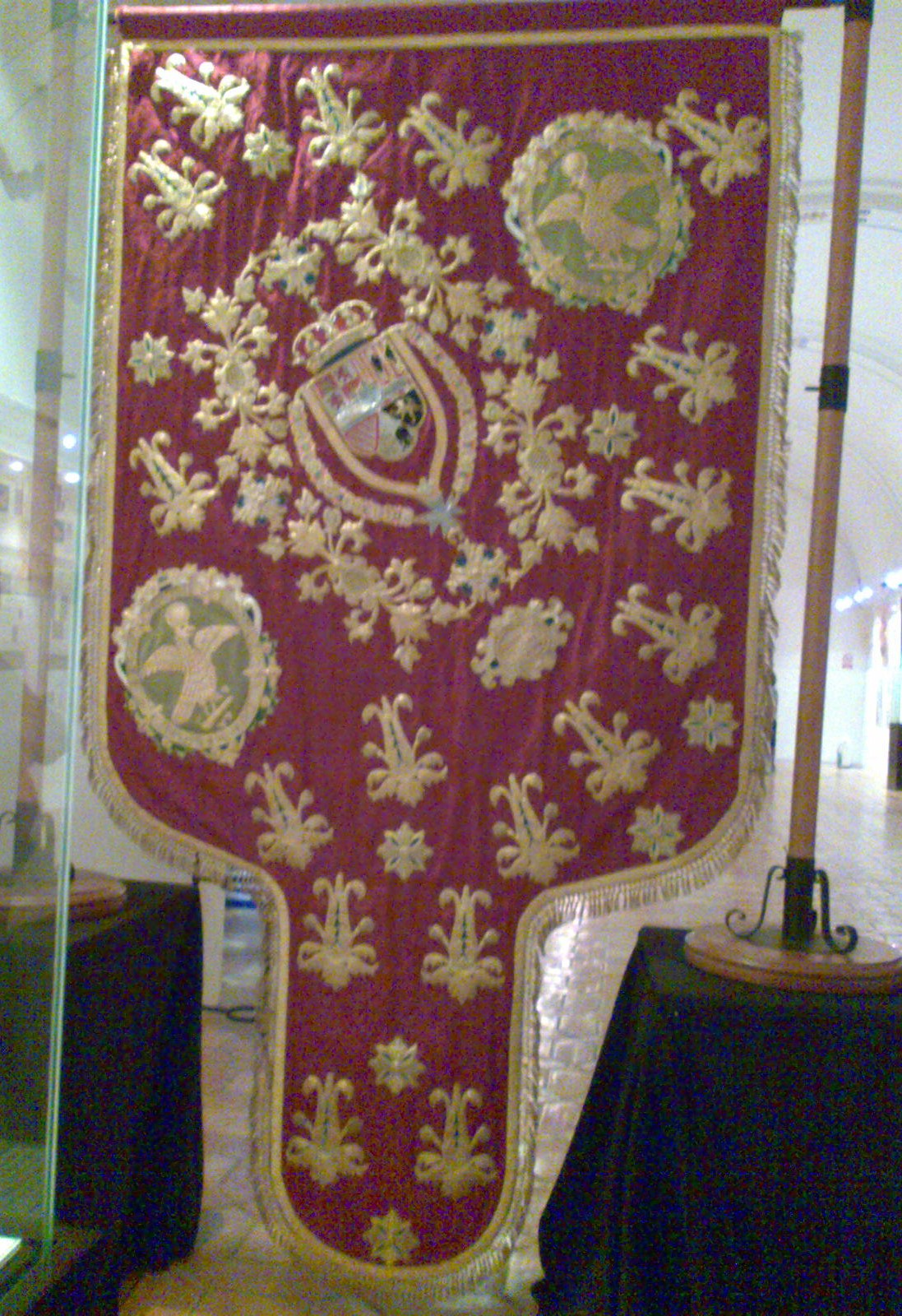
Rèplica de l'estendart.

La Gloriosa ensenya de l'Oriol, Bandera de la Ciutat d'Oriola, Pendó d'Oriola o Senyera és una de les ensenyes o banderes de major antiguitat, fins i tot més antiga que l'ensenya de València, i compta amb privilegis històrics de no inclinar-se davant de ningú, excepte davant de Déu i el Rei; és considerada un dels símbols de major tradició.

## Història[calcitació]
La Gloriosa Ensenya de l'Oriol és tota una empremta de la importància històrica que la ciutat d'Oriola va tindre en segles anteriors, quan era una de les principals ciutats del Regne de València i capital d'una vasta demarcació territorial que comprenia part de l'actual província d'Alacant.

## La conquesta d'Oriola[calcitació]
Amb un interval de cinc anys es produeix la conquesta de València (1238) i d'Oriola (1243). València és annexionada a la Corona d'Aragó per Jaume I d'Aragó, mentre que Oriola es manté dins del regne mudèjar de Múrcia, protectorat de Castella, per mitjà del Tractat d'Alcaraz, per l'infant Alfons, fill de Ferran III de Castella, conservant la majoria musulmana la seua autonomia i cultura pròpies.
La primera intervenció de la Corona d'Aragó a Oriola es produeix amb motiu de la revolta mudèjar d'entre el 1264 i 1265, i és llavors quan es produeix l'autèntica conquesta. Trencat el pacte d'Alcazar intervé Jaume I per a recuperar este territori i ajudar així el seu gendre, el ja rei Alfons X el Savi. Amb este motiu roman a Oriola el rei Jaume durant el Nadal de l'any 1264, on instal·la el seu quarter general, fins que sotmesa la zona es retira als seus dominis.
Amb la conquesta de Jaume II d'Aragó, el 1296, és quan Oriola adquireix el seu autèntic valor de lloc de frontera entre el Regne de València i el de Múrcia. Des de 1296 a 1304 el Regne de Múrcia forma part de la Corona d'Aragó. Amb la Sentència Arbitral de Torrellas de 1304, aquesta incorporació passatgera per a Múrcia, es converteix en definitiva per a Oriola.
Jaume II crea una Procuració General d'Enllà Xixona que el 1366 seria transformada, per Pere IV, en Governació General, independent de la ja existent per al Regne de València. D'esta forma, la ciutat adquiria la capitalitat politicoadministrativa d'un ampli territori que arribava fins al riu Xixona.
Durant tota l'època medieval els majors desitjos d'Oriola se centren a aconseguir la independència eclesiàstica de la diòcesi de Cartagena, el que influïx que Alfons el Magnànim li done el rang de ciutat el 1437, si bé no aconseguiria el bisbat propi fins a 1564 gràcies a la intervenció de l'oriolà Ferran de Lloaces i Peres, arquebisbe de Tarragona i posteriorment de València, que presidia el braç eclesiàstic en les Corts de Montsó.
Després de l'anteriorment mencionada brevíssima etapa castellana, Oriola s'integra per complet a la Corona d'Aragó i el Regne de València, adquirint tots els seus usos, costums, llengua, escut i la resta de signes diferenciadors enfront del regne rival de Múrcia.

## Tradició històrica
Es té constància de l'existència d'una senyera pròpia de la vila ja el 1357, quan l'infant Ferran demanà al justícia criminal que el pendó acompanyara les seues tropes a la presa de Jumilla.
El 1400 Oriola comença a celebrar dues festes que de forma especial es commemoren en la ciutat: El Corpus (on s'ordenà que «sia sacada la senyera de la dita vila») i la Reconquista. En ambdues s'aprecien característiques mimètiques de la capital valenciana, com els gegants i nans, la tarasca, focs i morterets, danses i l'especial protagonisme de l'estendard de la ciutat.
Centrant-nos en la festa de "la Reconquista", el 17 de juliol, hi ha constància que des de 1400 es trau la senyera, ensenya, pendó o estendard —perquè amb totes estes denominacions es coneix— que era portada en un principi pel justícia criminal i, en quedar abolit este càrrec per la supressió dels furs, s'encomana al síndic.
Des de l'origen de la festa es realitza un pregó o crida anunciant la celebració, i gràcies a un informe realitzat en 1577 sabem quins actes es realitzaven:
| « | «Lluminàries en el castell, campanars de les esglésies i en la Sala de la dita ciutat, i que en el dita castell es disparen alguns tirs d'artilleria la vespra de la festa al migdia, al mateix temps que s'alçarà l'Estendard de la ciutat, i el dia de la festa al mateix temps que la processó isca i torne a l'església de Santa Justa, i el mateix dia en la vesprada al mateix temps que es portarà l'Estendard, i que en els dits campanars i Sala, la vespra de la festa a la nit es tiren coets, sonant les campanes i els ministrils en els campanars de la catedral, i les trompetes en la Sala amb els lligava'ls de coure». | » |

El 1594 la ciutat acordà la realització de la bandera i el 12 de juny resolgué el següent: «determinà lo Consell que·s fes un pendó en la ciutat per a traure lo dia de Senta Justa i Rofina. Y que en la una part estiguen les armes de la ciutat, y en l'altra part les figures de Senta Justa i Rofina, y que sia de setí. Féu-se dit pendó. Costà pus de sis-centes lliures, y un Oriol de argent, que costà mil reals».
Hi ha constància documental de què en 1609 se compra cinta per a baixar i pujar el pendó pel balcó, igual que es fa amb la senyera en l'ajuntament de València, evitant d'esta forma la seua inclinació.
També a semblança de la Senyera, que té com a cimera el «Rat Penat», l'ensenya oriolana ens consta que està rematada almenys des de 1602 per un oriol de plata daurada. I des de 1605 tenim notícies de l'existència de cordons de seda amb flocs (borles) per a ser portats per representants municipals.
En definitiva podem concloure que hi ha essencials mimetismes entre les celebracions cíviques de la commemoració de la conquesta d'Oriola realitzades per les ciutats de València i Oriola, que són lògica conseqüència d'un multisecular passat comú.